# Kermánšáh (provincie)
Kermánšáh (persky استان کرمانشاه‎) je provincie v Íránu, která leží v západní části země. Je tvořena 14 okresy Dáláho, Džavánrúd, Gílán-e gharb, Harsín, Islámábád-e gharb, Páva, Kangávar, Qasr-e širín, Sankar, Sahne, Sarpol-e zaháb, Ravánasr, Salás-e bábádžání a hlavní město je Kermánšáh.